# PsTools
PsTools — пакет бесплатных утилит, разработанных компанией Sysinternals, и затем приобретённых Microsoft, предназначенные для более лёгкого администрирования  операционных систем Microsoft Windows.

## Описание
Все утилиты, встроенные в дистрибутив, не имеют графического интерфейса и работают только из командной строки. Использовать данные приложения можно для управления локальными, а также удалёнными системами.

#### Список утилит
- PsExec — удалённое выполнение процессов.
- PsFile — просмотр удалённо открытых файлов.
- PsGetSid — выводит идентификатор безопасности (SID) компьютера или пользователя.
- PsInfo — выводит информацию о системе.
- PsKill — позволяет завершать процессы по имени или идентификатору процесса.
- PsList — выводит подробную информацию о процессах.
- PsLoggedOn — позволяет просматривать данные о том, кто зарегистрирован в системе локально или в результате использования общих ресурсов (утилита распространяется вместе с исходным кодом).
- PsLogList — позволяет выгрузить записи из журнала регистрации событий.
- PsPasswd — позволяет менять пароли учётных записей.
- PsService — позволяет просматривать информацию о службах и управлять ими.
- PsShutdown — позволяет выключить и при необходимости перезагрузить компьютер.
- PsSuspend — позволяет приостанавливать процессы.
- PsUptime — показывает время работы системы с момента последней перезагрузки.

Пакет установки PsTools содержит справочную службу, в которой представлена полная информация об использовании всех программ, входящих в дистрибутив.